# Hideg-kúti-ér
A Hideg-kúti-ér Bakonybánktól délkeletre ered, Komárom-Esztergom vármegyében. A patak forrásától kezdve északnyugati irányban halad, majd Bakonybánknál eléri a Cuhát.
A Hideg-kúti-ér vízgazdálkodási szempontból a Cuhai-Bakony ér és Concó Vízgyűjtő-tervezési alegység működési területéhez tartozik.

## Part menti település
- Bakonybánk